# Al Wilson (zpěvák)
Al Wilson (19. června 1939, Meridian, Mississippi, USA – 21. dubna 2008, Fontana, Kalifornie) byl americký zpěvák. 
Jeho největším hitem byl singl „Show and Tell“ z roku 1973, který se vyšplhal na první místo americké hitparády Billboard Hot 100. Mezi jeho další hity pak patří například píseň „The Snake“ z roku 1968, kterou napsal Oscar Brown. Tato píseň je označována za jeden z hlavních milníků britského žánru northern soul. Zemřel na selhání ledvin ve svých osmašedesáti letech.